# Petter Lillström
Petter Lillström, född cirka 1712, död 24 november 1776, var en svensk organist.
Petter Lillström antogs som organist i Katarina kyrka 1741 och erhöll tjänst i Kungliga hovkapellet 1764. I mitten 1740-talet hade han ingått i den orkester som spelade vid Kungliga svenska skådeplatsens föreställningar i Stora Bollhuset samtidigt som han var extraordinarie i hovkapellet. 
Hustrun Elisabeth Söderman var anställd som sångerska i teatersällskapet där dottern, blivande hovsångerskan Elisabeth Olin, medverkade från och med 1747.